# Batatais (ort)
Batatais är en ort i Brasilien.   Den ligger i kommunen Batatais och delstaten São Paulo, i den sydöstra delen av landet, 600 km söder om huvudstaden Brasília. Batatais ligger 877 meter över havet och antalet invånare är 51 976.
Terrängen runt Batatais är platt. Batatais är det största samhället i trakten.
Omgivningarna runt Batatais är en mosaik av jordbruksmark och naturlig växtlighet. Runt Batatais är det ganska tätbefolkat, med 62 invånare per kvadratkilometer.